# شنن لوسید
شنن ماتیلدا ولز لوسید (به انگلیسی: Shannon Matilda Wells Lucid) فضانورد اهل کشور ایالات متحده آمریکا است که در ۱۴ ژانویهٔ ۱۹۴۳ میلادی در شانگهای زاده شد. وی در مأموریت اس‌تی‌اس-۳۴، اس‌تی‌اس-۴۳، اس‌تی‌اس-۵۸، اس‌تی‌اس-۷۶ حضور داشته است.